# José Ramón Rodil y Gayoso
José Ramón Rodil y Gayoso,marqués de Rodil con el vizcondado previo de Trobo (Santa María de Trobo, Lugo, 5 de febrero de 1789-Madrid, 20 de febrero de 1853), fue un militar español, virrey de Navarra. 

## Biografía
Al tiempo de la guerra de la independencia se encontraba cursando sus estudios en la Universidad de Santiago de Compostela. Como en otros centros universitarios, se formaron por los claustros unidades de voluntarios para combatir al invasor, encuadrándose Rodil en el Batallón Literario en 1808.
Pasó al Perú con el Regimiento del Infante, y poco después de llegar al Callao fue ascendido a comandante (1817). Destacado a la ciudad de Arequipa con la misión de organizar un batallón, se trasladó con sus reclutas a la pequeña isla del Alacrán, frente al puerto de Arica. Luego de un riguroso entrenamiento, al frente de ellos marchó a reforzar las unidades realistas que guarnecían Chile.
Participó en los combates de Talca, Cancha Rayada y Maipú. Al retornar a Lima fue ascendido a coronel (1820) y destinado a las fuerzas acantonadas en el Callao.
La batalla de Ayacucho (1824) puso fin al virreinato peruano; sin embargo, Rodil, comandante militar de las fortalezas del Callao, se negó a acogerse a la capitulación de Ayacucho confiando en que aún podría recibir refuerzos de España. Asediado por tierra y por mar, en la fortaleza del Real Felipe y los castillos del puerto resistió un sitio de casi dos años; contaba para su defensa con los veteranos regimientos Real de Lima y Arequipa junto a los soldados independentistas desertores que se le habían unido. Se habían refugiado también en el Callao millares de civiles realistas que perecieron en gran número por hambre y enfermedad. Finalmente el 22 de enero de 1826, cuando casi todos sus soldados habían muerto y los sobrevivientes se alimentaban de ratas, Rodil aceptó capitular ante el comandante del asedio el general venezolano Bartolomé Salom. La asombrosa resistencia del jefe realista mereció que Simón Bolívar dijera a Salom después del triunfo, cuando este último pedía la máxima pena para el jefe realista: El heroísmo no es digno de castigo. Rodil obtiene condiciones honrosas en la capitulación llevando consigo las banderas de sus regimientos que fueron las últimas en abandonar el Perú. Con la entrega del Callao, desapareció el último ejército español de América del Sur. Regresó a la península en 1826 como mariscal de campo por haber defendido heroicamente El Callao, y por sus méritos militares se le otorgó en 1831 el título nobiliario de marqués de Rodil.
Unido a los liberales, con ocasión de la reorganización militar llevada a término por la Regente María Cristina de Borbón a la muerte de Fernando VII, fue encargado de perseguir y capturar al pretendiente al trono Carlos María Isidro de Borbón, hermano del difunto rey, pero la tarea fue vana al estar este refugiado en Portugal. Durante la Primera Guerra Carlista fue nombrado general en jefe del Ejército del Norte y virrey de Navarra (en julio de 1834), enfrentándose a Zumalacárregui, que le derrotó y provocó su fulminante destitución, cuatro meses después.
Fue fundador y organizador del Cuerpo de Carabineros con el nombre de Real Cuerpo de Carabineros de Costas y Fronteras por Real Decreto de Fernando VII el 9 de marzo de 1829 en tiempos del ministro de Hacienda Luis López Ballesteros. Pocos años después, en 1833 pasa a denominarse Carabineros de la Real Hacienda dependiendo de la Dirección de Rentas Estancadas del Ministerio de Hacienda. Su dependencia de Hacienda hace que los carabineros entren en un estado de abandono. En 1842 el Cuerpo de Carabineros estaba totalmente desacreditado y era totalmente inoperante. Ese mismo año se encomienda al mariscal de campo Martín José de Iriarte, la organización del Cuerpo de Carabineros del Reino, para sustituir a los de la Real Hacienda.
Posteriormente tuvo varios destinos administrativos fuera del frente de batalla como capitán general. Hombre de la confianza de Baldomero Espartero, cuando este alcanzó la regencia en 1840 le nombró presidente del Consejo de Ministros en 1842. Con anterioridad había sido ministro de la Guerra, diputado y senador. Fue Gran Maestro Masón desde 1837 hasta 1851.
Falleció en Madrid el 20 de febrero de 1853, a los sesenta y cuatro años de edad.
El drama Rodil: drama en tres actos y un prologo, escrito en prosa y verso por Ricardo Palma y publicado en 1851, está vagamente basado en el asedio a la Fortaleza del Real Felipe y la resistencia de Rodil.

## Obras
- Manifiesto y causa del Teniente Jeneral Marqués de Rodil. Documentos importantes a la época contemporánea, publicados por él mismo. Madrid, 1838.
- Memoria del sitio del Callao, editado en Madrid, en 1955, por la Escuela de Estudios Hispanoamericanos.